# Julius Luipa
Julius Luipa est un boxeur zambien né le 2 janvier 1948 à Chingola et mort le 19 juin 1996 dans la même ville.

## Carrière
Il participe aux Jeux olympiques d'été de 1968 à Mexico dans la catégorie des moins de 67 kg. Après avoir éliminé au premier tour l'Algérien Rabah Labiod et obtenu une qualification d'office pour le troisième tour, il s'incline face au Camerounais Joseph Bessala. Luipa remporte ensuite la médaille d'argent dans cette catégorie aux championnats d'Afrique de boxe amateur 1968 à Lusaka.
Médaillé d'argent dans la catégorie des moins de 71 kg aux Jeux du Commonwealth britannique de 1970 à Édimbourg, il participe aux Jeux olympiques d'été de 1972 à Munich dans la catégorie des moins de 75 kg mais est éliminé dès le premier tour par le Britannique Bill Knight (en). Julius Luipa est ensuite médaillé d'argent dans la catégorie des moins de 75 kg aux Jeux du Commonwealth britannique de 1974 à Christchurch.